# Eduard von Steiger
Eduard von Steiger (Langnau im Emmental, 2 juli 1881 - Bern, 10 februari 1962) was een Zwitsers politicus.
Von Steiger stamde uit een oud Berner patriciërsgeslacht. Hij was lid van de BGB/PAI (Boeren-, Middenstanders- en Burgerpartij), thans de Zwitserse Volkspartij geheten.
Op 10 december 1940 werd Von Steiger (als tweede lid voor de BGB/PAI) in de Bondsraad gekozen. Hij bleef in de Bondsraad tot 31 december 1951. Hij beheerde tijdens zijn ambtstermijn het departement van Justitie en Politie.
Tijdens de Tweede Wereldoorlog gold Von Steiger als vrij pro-Duits (hoewel hij de fascistische bewegingen in Zwitserland verbood) en hij stond niet sympathiek tegenover de Joodse vluchtelingen die naar Zwitserland waren gevlucht voor de nazi's. Als minister van Justitie probeerde hij meerdere malen het strenge opnamebeleid voor vluchtelingen (met name Joden) te rechtvaardigen. Zo zou de toestroom van mensen de binnenlandse orde in gevaar brengen. Op 30 augustus 1942 sprak hij een jongerendag van de gereformeerde jongerenorganisatie Junge Kirche in Zürich-Oerlikon toe waarin hij Zwitserland vergeleek met een "kleine reddingsboot" in de woeste zee, waarin maar weinig plaats is en waar de leefomstandigheden onvoldoende zijn om nog meer drenkelingen op te nemen.
In 1950 was Von Steiger vicepresident en in 1945 en in 1951 was hij bondspresident.
Von Steiger overleed op 10 februari 1962 en werd begraven op het Schosshaldenfriedhof te Bern.